# Rozières-sur-Mouzon
Rozières-sur-Mouzon è un comune francese di 85 abitanti situato nel dipartimento dei Vosgi nella regione del Grand Est.

## Società

### Evoluzione demografica
Abitanti censiti